# Kymella articulata
Kymella articulata är en mossdjursart som beskrevs av Gontar 2002. Kymella articulata ingår i släktet Kymella, ordningen Cheilostomatida, klassen Gymnolaemata, fylumet mossdjur och riket djur. Inga underarter finns listade i Catalogue of Life.